# Kilsgrundet
Kilsgrundet is een van de eilanden van de Lule-archipel. Het eiland ligt in het oosten van de Rånefjärden. Het heeft geen oeververbinding. Er is enige bebouwing dienende tot noodcabines of zomerwoningen. Het ligt nog geen tien meter ten westen van Granholmen.
Ågrundet · Alskäret · Avasjögrundet · Fågelreven · Flakaskäret · Fliggen · Furuholmen · Grangrundet · Granholmen · Hällholmen · Kilsgrundet · Köpmanholmen · Långholmen · Laxön · Laxögrundet · Lill-Kilholmen · Lönngrundet · Piltreven · Rödbergsgrunden · Sandviksreven · Skärgrundet · Skärgrundsflagan · Stor-Kilholmen · Stor-Lönngrundet · Troppen · Yttre Sandgrundet